# Mosquió (poeta)
Mosquió (en llatí Moschion, en grec antic Μοσχίων) va ser un poeta tràgic i còmic grec mencionat més d'una vegada per Estobeu.
Estobeu va conservar els títols de tres de les seves obres de teatre:
- Θεμιστοκλῆς
- Τήλεφος
- Φεραῖοι

Fabricius l'inclou a la seva Biblitheca Graeca.